# Железнодорожник
Железнодорожник — название профессии, и человека имеющего её, связанной с железнодорожным делом (железной дорогой, железнодорожными поездами и так далее) и его отраслями.
Железнодорожники как работающие специалисты и пенсионеры в железнодорожной отрасли народного хозяйства государства занимаются различными аспектами строительства, функционирования, обслуживания и развития отрасли. Профессия железнодорожник объединяет людей всех специальностей, планирующих развитие отрасли и трудящихся на железной дороге и обеспечивающих её бесперебойную работу.

## История
Железнодорожники широкое понятие, включающее в себя множество специальностей в данной профессии, связанных с проектированием, строительством, эксплуатацией, ремонтом железнодорожных путей, станций и других элементов дорог, а также с проектированием, строительством, эксплуатацией, ремонтом подвижного состава и других изделий в железнодорожном деле. 
Некоторые железнодорожные специальности: машинист локомотива, помощник машиниста, путевой обходчик, дежурный по станции, электромеханик СЦБ, поездной диспетчер, приёщик, проводник пассажирского вагона, электромеханик пассажирского поезда, начальник пассажирского поезда, осмотрщик вагонов, оператор ПТО, электромонтёр контактной сети, энергодиспетчер — все они железнодоро́жники.
Профессиональный праздник — День железнодорожника, в Российской Федерации празднуется ежегодно в первое воскресенье августа.

## Средства массовой коммуникации
На начало XX столетия, в России, выпускался (издавался с 1903 года) иллюстрированный еженедельный журнал «Железнодорожник».  Издателями были: Н. Н. Палибин, Б. И. Кауфман и А. П. Топиро, а редактором Н. Н. Палибин.